# Grimes (Alabama)
Grimes è un comune degli Stati Uniti d'America situato nella contea di Dale dello Stato dell'Alabama.